# Грошев, Александр Николаевич
Александр Николаевич Грошев (16 июня 1905, Николо-Урюпино — 23 июля 1973, Москва) — советский киновед, педагог, ректор Всесоюзного государственного института кинематографии (1956—1973). Заслуженный деятель искусств РСФСР (1969).

## Биография
Родился 16 июня 1905 года в бедной крестьянской семье недалеко от Москвы. После революции организовал в деревне комсомольскую ячейку, стал председателем сельсовета, селькором. В 1926 году вступил в ВКП(б). В октябре 1927 года призван на службу в ряды РККА.
После окончания Академии коммунистического воспитания имени Н. К. Крупской работал заведующим методическим отделом Комитета по делам кинематографии при Совнаркоме СССР, занимаясь вопросами кинообразования. В феврале 1941 года назначен директором киностудии «Мосфильм», на которой до этого некоторое время руководил сценарным отделом. В начале Великой Отечественной войны организовал противовоздушную оборону и эвакуацию киностудии в Алма-Ату. В военные годы работал секретарем Киевского райкома ВКП(б) столицы. Награждён медалью «За оборону Москвы». В 1950 году окончил аспирантуру Академии общественных наук при ЦК ВКП(б), защитив диссертацию на соискание ученой степени кандидата искусствоведения на тему «Образ нового человека в советских кинофильмах периода социализма».
С 1950 года — инструктор отдела пропаганды и агитации ЦК ВКП(б). С 1951 года — инструктор отдела художественной литературы и искусства ЦК ВКП(б). С 1951 года — заместитель заведующего сектором отдела художественной литературы и искусства ЦК ВКП(б). С 1953 года — инструктор отдела науки и культуры ЦК КПСС. С 1955 года — инструктор отдела культуры ЦК КПСС. 
С 1949 года преподавал во ВГИКе, который возглавлял с 1956  по 1973 год. Профессор кафедры киноведения ВГИКа, член правления Союза кинематографистов СССР. Киновед Лилия Маматова писала о нем:

Спокойный, дисциплинированный и трудолюбивый, Грошев так и остался бы безликим аппаратным муравьем, функционером среднего звена, если бы судьба не забросила его во ВГИК. Здесь раскрылись его природный ум, лукавая смешливость и доброта, помноженные на искреннюю веру в обещанные сверху «восстановление ленинских норм партийной жизни, демократизацию всех сфер деятельности общества».(...) Любимое изречение Грошева: «ВГИК — это кузница кадров». Словесный штамп вдруг обретал в его устах некую свежесть. Читал ли он лекции киноведам, принимал ли экзамены в ГЭКе, он чувствовал себя... кузнецом. Он хотел, чтобы дух его был молод, он творил.
Выступал в печати с 1942 года. Публиковался в научных сборниках, в журналах «Искусство кино», «Советский экран» и др., в газетах «Советская культура», «Советское кино» и др. Автор ряда работ по истории отечественного кинематографа, в том числе о творчестве В. И. Пудовкина. Один из авторов «Краткой истории советского кино». Наряду с Н. Лебедевым, В. Жданом и В. Баскаковым был одним из главных представителей официального советского киноведения.
Похоронен на кладбище в Николо-Урюпино на семейном участке.